# مير جعفر (أصفهان)
مير جعفر هي قرية في مقاطعة أصفهان، إيران. يقدر عدد سكانها بـ 55 نسمة بحسب إحصاء 2016.